# Nightswimming
«Nightswimming» és el vint-i-quatrè senzill de la banda estatunidenca R.E.M., el cinquè extret de l'àlbum Automatic for the People, el 12 de juliol de 1993 per Warner Bros. Records.

## Producció
Es tracta d'una balada amb Michael Stipe com a cantant i acompanyat únicament del baixista Mike Mills al piano, i només a la part final del tema hi ha un oboè tocat per Deborah Workman. Els arranjaments de corda els va realitzar John Paul Jones, que fou baixista de Led Zeppelin. Tota la banda apareix acreditada com a autora de la cançó, però realment Stipe va compondre la lletra i Mills la música. Mills va començar a tocar el riff de piano a l'estudi de John Keane, a Athens, i malgrat estava apunt de descartar la melodia, Stipe s'hi va interessar i en va compondre la lletra.
La cançó no es va incloure en el Out of Time però la demo enregistrada en aquesta època es va utilitzar per l'Automatic for the People amb els nous arranjaments de Jones.
El videoclip per promocionar el senzill va ser dirigit per Jem Cohen, però se'n van editar dues versions, una censurada i una altra que no. La versió no censurada es va incloure en la compilació de vídeos titulada Parallel (1995).
Altres bandes han versionat la cançó oficialment com Dashboard Confessional, Gene, Ingrid Michaelson o Azure Ray.

## Llista de cançons
Totes les cançons foren escrites i compostes per Bill Berry, Michael Stipe, Peter Buck i Mike Mills, excepte les indicades. 
| 1.            | «Nightswimming»                        | 4:16 |
| 2.            | «Losing My Religion» (directe acústic) | 4:55 |
| Durada total: | Durada total:                          | 9:11 |

| 1.            | «Nightswimming»                          | 4:16  |
| 2.            | «World Leader Pretend» (directe acústic) | 5:16  |
| 3.            | «Belong» (directe acústic)               | 4:40  |
| 4.            | «Low» (directe acústic)                  | 4:59  |
| Durada total: | Durada total:                            | 19:11 |